# Pero dichomensis
Pero dichomensis là một loài bướm đêm trong họ Geometridae.